# Thư viện Chetham
Thư viện Chetham ở Manchester, Anh, là thư viện tham khảo công khai miễn phí lâu đời nhất ở Vương quốc Anh. Bệnh viện Chetham, bao gồm cả thư viện và Trường Âm nhạc Chetham, được thành lập năm 1653 theo di chúc của Humphrey Chetham (1580—1653), nhằm mục đích giáo dục "những đứa con của những bậc cha mẹ trung thực, cần cù và đau khổ", và đây cũng là một thư viện được các học giả sử dụng. Thư viện đã hoạt động liên tục từ năm 1653. Nó hoạt động như một tổ chức từ thiện độc lập, mở cửa miễn phí cho độc giả và khách tham quan. Giờ mở cửa là từ thứ Hai đến thứ Sáu, từ 10 giờ sáng đến 12 giờ trưa và 2 giờ chiều đến 4 giờ chiều, 11 giờ sáng và 2 giờ chiều là các tour tham quan toàn bộ thư viện. Cứ mỗi một tiếng, khách tham quan sẽ được nhân viên đón từ lối vào để bắt đầu tour. Bất cứ ai cũng có thể tham quan thư viện, tuy nhiên độc giả và nhà nghiên cứu phải đặt lịch hẹn trước ít nhất một ngày làm việc.
Thư viện chứa hơn 100.000  cuốn sách in, trong đó có 60.000 cuốn được xuất bản trước năm 1851. Chúng bao gồm các bộ sưu tập những tác phẩm được in từ thế kỷ 16 và 17, tạp chí định kỳ và tạp chí chuyên môn, các nguồn thông tin về lịch sử địa phương, các bài phát thanh và phù du.
Thư viện Chetham đã được Hội đồng nghệ thuật Anh công nhận và là một trong số 1.800 bảo tàng trên toàn quốc có đủ điều kiện là một tổ chức hoạt động theo Chương trình chỉ định mới của Hội đồng nghệ thuật Anh. Việc nằm trong Chương trình chỉ định này tuyên bố các bộ sưu tập Thư viện của Chetham có tầm quan trọng quốc gia lớn.
Các bức tranh là một phần nổi bật của thư viện bộ sưu tập mỹ thuật đồ sộ của thư viện bao gồm chân dung của William Whitaker, Reverend John Radcliffe, Robert Thyer, Reverend Francis Robert Raines và Elizabeth Leigh. Bức tranh sơn dầu Một Allegory với Putti và Satyrs,, được cho là của họa sĩ thế kỷ XVI và Netherlander Vincent Sellaer, cũng là một phần nổi bật của bộ sưu tập tạiThư viện Chetham.
Một trong những bộ sưu tập quan trọng nhất liên quan đến Vườn thú Belle Vue, trung tâm giải trí và động vật học nổi tiếng nhất của Manchester, hoạt động từ những năm 1830 đến những năm 1980. Bộ sưu tập chứa hàng ngàn áp phích, chương trình và hình ảnh, cũng như các giấy tờ tài chính và kinh doanh của chủ sở hữu, John Jennison. Bên cạnh việc các Bộ sưu tập hiện đang có sẵn để xem tại chỗ, khoản trợ cấp trị giá 45.000 bảng mà Thư viện Chetham đã nhận được vào năm 2014, cho phép người quản lý đưa bộ sưu tập vào sử dụng cho những người dùng trực tuyến, thông qua các dự án số hóa.

## Lịch sử

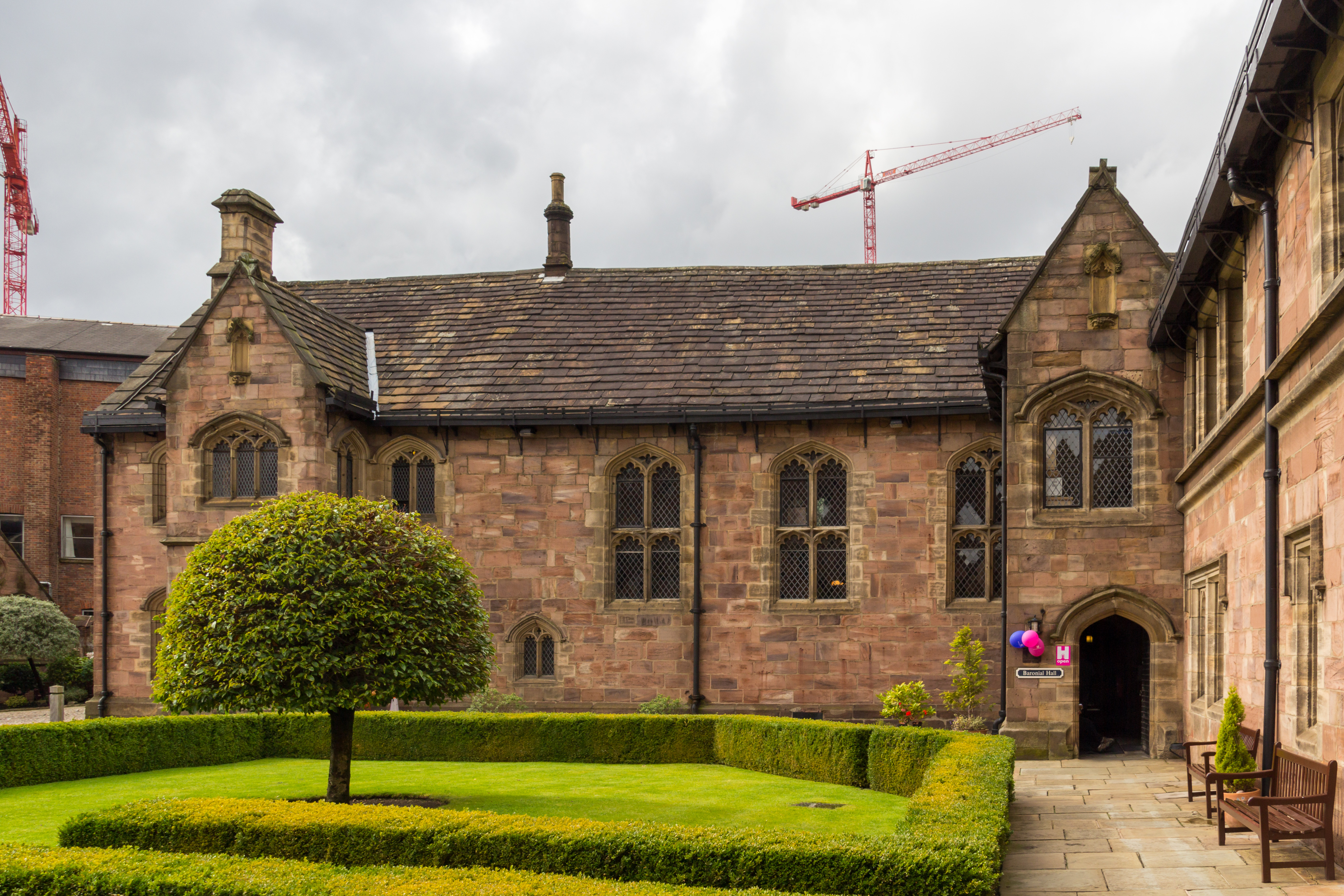
Hội trường Nam tước thế kỷ 15 chứa Thư viện Chetham

Các nhà dinh thự của Lord of the Manor, ở trung tâm của thị trấn thời trung cổ của Manchester, tọa lạc trên một dốc đá sa thạch, tại nơi hợp lưu của sông Irwell và sông Irk. Năm 1421, hiệu trưởng của nhà thờ giáo xứ, Thomas de la Warre (Chủ trang viên Manchester), đã nhận được giấy phép từ Henry V để cải tạo nhà thờ thành một nền tảng trường đại học (giống tu viện). Ông đã quyên tặng ngôi nhà trang viên của mình để sử dụng làmcác tòa nhà của trường đại học cho các linh mục của nhà thờ đồng nghiệp (sau này trở thành nhà thờ chính tòa). Ở đây có chỗ ở cho người cai quản, tám viện sĩ, bốn giáo sĩ và sáu ca sĩ hát ở đội hợp xướng.
Trường chuyên miễn phí Manchester cho nam học sinh của Lancashire được xây dựng giữa nhà thờ và các tòa nhà đại học trong khoảng thời gian từ 1515 đến 1518. Trường đại học đã bị giải thể vào năm 1547 bởi Đạo luật Chantries và được bán cho Bá tước xứ Derby. Nó được thành lập lại như một học viện công giáo của Nữ hoàng Mary và một lần nữa bị Nữ hoàng Tin lành Elizabeth I giải tán. Năm 1578, nhà thờ đại học được thành lập lại theo hiến chương với tư cách là trường Cao đẳng của Christ và được người cai quản và các đồng hữu chiếm lại. Trong Nội chiến, nó được sử dụng làm nhà tù và kho vũ khí.
Năm 1653, các tòa nhà đại học đã được mua bởi Humphrey Chetham, để sử dụng như một thư viện miễn phí và trường từ thiện áo xanh (trường dành cho con nhà lao động). Vào thời điểm đó, không có cơ sở nghiên cứu độc lập ở phía bắc nước Anh và bản di chúc năm 1651 của Chetham đã quy định rằng Thư viện nên "được sử dụng bởi các học giả và những người có ảnh hưởng tốt khác", và đã chỉ thị cho thủ thư "không được đòi hỏi gì từ bất cứ ai đi vào thư viện ". Hai mươi bốn mối quan hệ được chỉ định bởi Humphrey Chetham đã được giao nhiệm vụ để sưu tập được một bộ sách và bản thảo lớn bao gồm toàn bộ kiến thức sẵn có, và sẽ cạnh tranh với các thư viện đại học của Oxford và Cambridge. Để bảo vệ những cuốn sách mới mua khỏi bị ẩm ướt, Thư viện được đặt ở tầng một và, theo quy định của di chúc của Chetham, những cuốn sách đã được gắn xích vào các tủ sách. Hai mươi bốn chiếc ghế gỗ sồi được chạm khắc bằng tay cầm hình chữ S (vẫn đang được sử dụng) đã được dùng àm chỗ ngồi cho độc giả.
Vào năm 1718, các nhà văn đã đề nghị nhà thơ và nhà phát minh của Manchester về một hệ thống tốc ký, John Byrom, bài của Người giữ Thư viện. Byrom, một người thích sưu tầm sách, đã từ chối lời đề nghị nhưng sau khi người bạn tốt của ông, Robert Thyer, trở thành thủ thư vào năm 1732, thường xuyên làm đại lý cho thư viện, mua sách tại các cuộc đấu giá ở London. Thư viện của Byrom, bao gồm bản thảo bài thơ "Ngày Giáng sinh" (đã trở thành bài hát mừng Giáng sinh, "Kitô hữu thức tỉnh") và khoảng 2.800 cuốn sách in, được con cháu ông, Eleanora Atherton, tặng cho thư viện vào năm 1870.
Các cuốn sách ban đầu không được bảo quản và đặt trong máy ép theo thứ tự kích thước. Danh mục đầu tiên không được cung cấp cho đến tận năm 1791, và sau đó được viết bằng tiếng Latin và chỉ liệt kê kích thước và chủ đề của mỗi cuốn sách. Việc xich các cuốn sách đã được bãi bỏ vào giữa thế kỷ thứ mười tám khi các cổng được dựng lên để chống trộm.

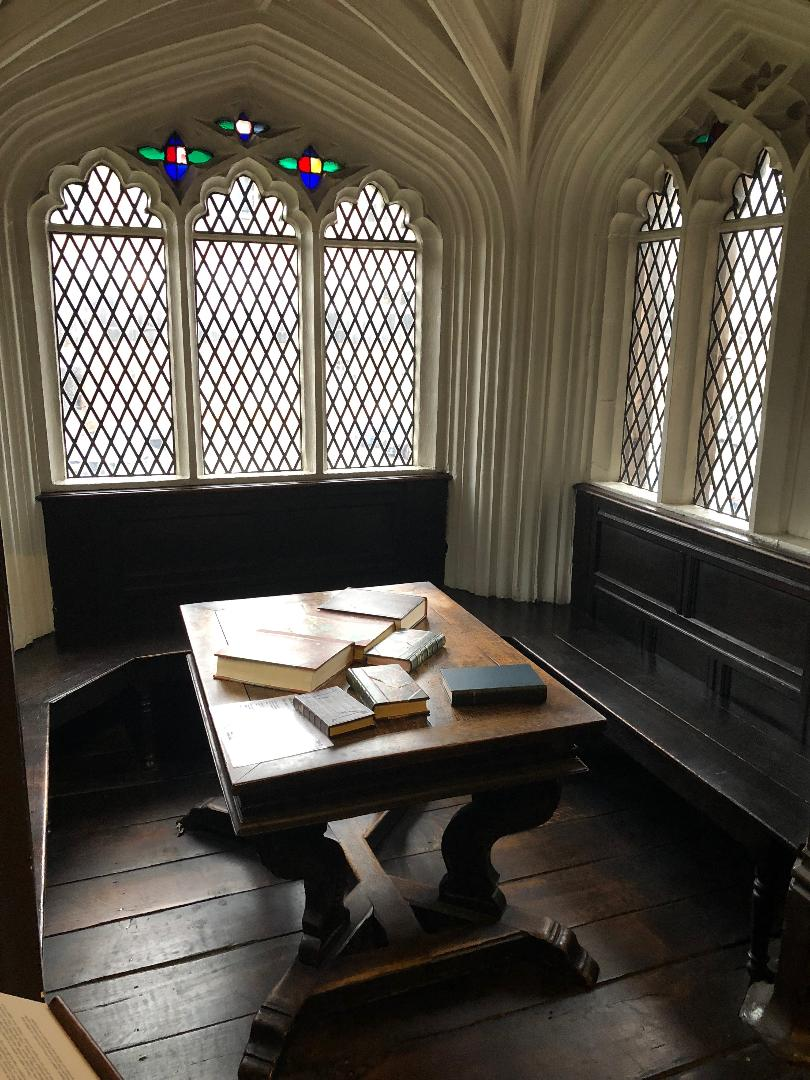
Cửa sổ nơi Karl Marx và Friedrich Engels làm việc

Chetham's là nơi gặp gỡ của Karl Marx và Friedrich Engels khi Marx đến Manchester vào mùa hè năm 1845. Bản fax của những cuốn sách kinh tế mà họ nghiên cứu có thể được nhìn thấy trên chiếc bàn trong hốc cửa sổ nơi họ thường gặp. Kết quả nghiên cứu mà họ thực hiện trong những lần đến thư viện này chính là tác phẩm Tuyên ngôn của Đảng Cộng sản. Do đó, thư viện giống như một đền thờ phổ biến cho những người hành hương cộng sản, những người tìm kiếm sự kết nối trực tiếp và vật lý nhất định với Marx và Engels, những người cha sáng lập ra đảng cộng sản.
Các tòa nhà được mở rộng bởi JE Gregan (1850), Alfred Waterhouse (1878) (liệt kê cấp II) và J. Medland Taylor (1883—1895). Trường Manchester Grammar được mở rộng dọc theo Long Millgate vào năm 1870. Trường Manchester Grammar chuyển đến Fallowfield vào những năm 1930, và sau nhiều năm trống rỗng, tòa nhà ban đầu đã bị phá hủy trong Thế chiến thứ hai, chỉ còn lại toà nhà mới. Đây là một phần của Trường Âm nhạc Chetham năm 1978. Tòa nhà đại học cũ, trở thành trường âm nhạc vào năm 1969, vẫn kết hợp Thư viện của Chetham và được xếp hạng I.
Thủ thư trong quá khứ bao gồm Robert Thyer (1709 —1781), người trở thành thủ thư năm 1732. Peter Hordern (mất năm 1836) là thủ thư và cũng là mục sư của Nhà nguyện St Clement, Chorlton. Thomas Jones giữ vị trí từ 1845 đến 1875; trong thời gian của ông, số lương sách của thư viện tăng hơn gấp đôi (từ 19.000   cuốn đến 40.000   cuốn). Ông cũng xuất bản một danh mục gồm hai tập của bộ sưu tập của thư viện vào năm 1862 và 1863.